# Портрет Арсения Андреевича Закревского
«Портрет Арсения Андреевича Закревского» — картина Джорджа Доу и его мастерской из Военной галереи Зимнего дворца.
Картина представляет собой погрудный портрет генерал-майора Арсения Андреевича Закревского из состава Военной галереи Зимнего дворца.
С начала Отечественной войны 1812 года полковник Закревский состоял директором Особенной военной канцелярии военного министра (фактически — руководил военной разведкой), отличился в сражении при Бородино, в конце 1812 года пожалован званием флигель-адъютанта. В Заграничных походах 1813—1814 годов сражался в Пруссии и Саксонии, за боевые отличия произведён в генерал-майоры и далее был во множестве сражений вплоть до взятия Парижа .
Изображён в генерал-адъютантском мундире, введённом в 1815 году, с вензелем императора Александра I на эполетах. Слева на груди свитский аксельбант и звезда ордена Св. Анны 1-й степени; на шее крест ордена Св. Владимира 2-й степени; по борту мундира кресты прусских орденов Красного орла 2-й степени и Пур ле мерит и австрийского ордена Леопольда 2-й степени; справа на груди крест ордена Св. Георгия 4-го класса, серебряная медаль «В память Отечественной войны 1812 года» на Андреевской ленте, золотой крест «За победу при Прейсиш-Эйлау», кресты баварского Военного ордена Максимилиана Иосифа, французского ордена Св. Людовика и неопознанного ордена, правее звезда ордена Св. Владимира 2-й степени. С тыльной стороны картины надписи: Zagrefsky и Geo Dawe RA pinxt. Неопознанный орден — вероятно вюртембергский орден «За военные заслуги» 3-й степени: крест очень похожей формы и цвета, но в таком случае художник ошибся с лентой — она должна быть не голубого цвета, а жёлтого с черными полосками по бокам; Закревский был награждён этим орденом в 1814 году. Е. П. Ренне среди прочих наград, изображённых на портрете, называет орден Нидерландского льва, но этого ордена нет и Закревский им был награждён гораздо позже — в 1853 году. Подпись на раме: А. А. Закревскiй, Генералъ Маiоръ.
Несмотря на то, что 7 августа 1820 года Комитетом Главного штаба по аттестации Закревский был включён в список «генералов, служба которых не принадлежит до рассмотрения Комитета», решение о написании его портрета состоялось ещё раньше, поскольку уже 17 декабря 1819 года Доу был выплачен аванс. Оставшаяся часть гонорара была выплачена 17 мая 1820 года. Готовый портрет был принят в Эрмитаж 7 сентября 1825 года.

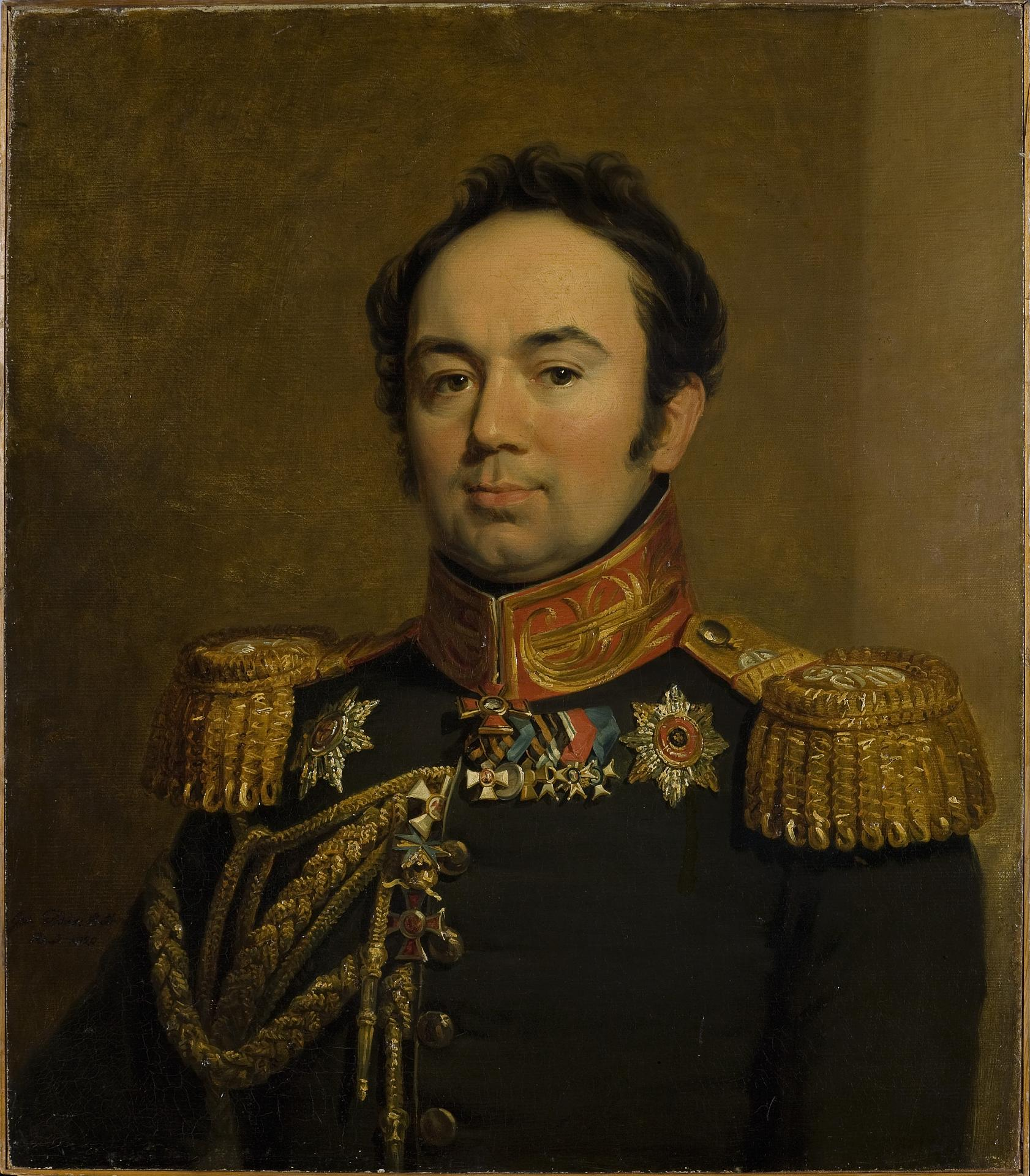
Вариант портрета, с подписью художника, принадлежавший великому князю Михаилу Павловичу
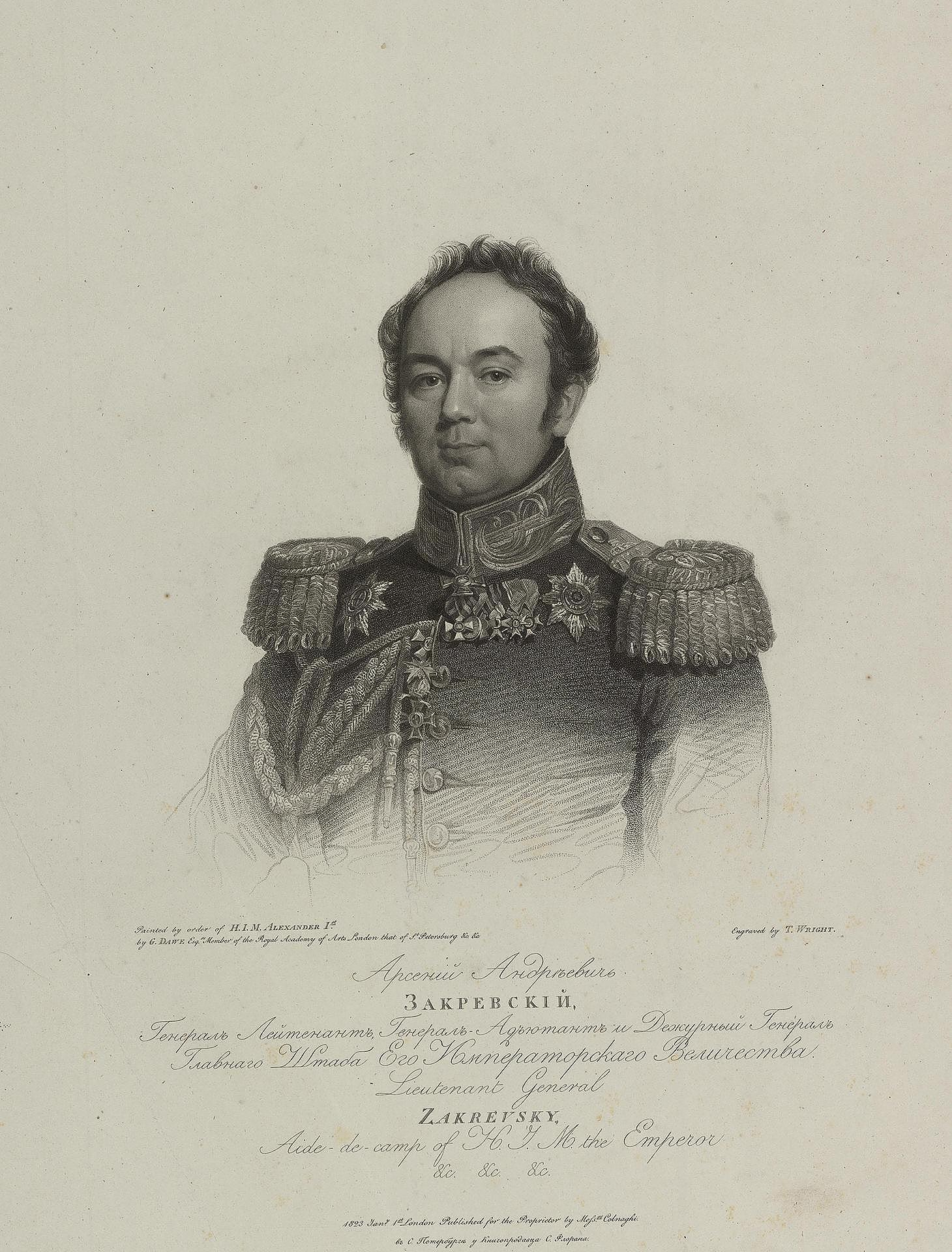
Гравюра Т. Райта

Фактический галерейный портрет является авторским повторением портрета из собрания великого князя Михаила Павловича, незначительно отличающимся размерами и общей более тёмной колористической гаммой (холст, масло, 71,5 × 61,5 см, инвентарный № ГЭ-6458). В нижнем левом углу имеются авторские подпись и дата: Geo Dawe R. A. Pinxit 1820; при техническим исследовании холста было выяснено, что кромки его были некогда обрезаны и следовательно картина первоначально имела несколько большие размеры. Этот портрет до 1894 года хранился в Михайловском дворце. После выкупа Михайловского дворца в казну и устройства в нём Русского музея он оказался в особняке графини Карловой, после Октябрьской революции был национализирован и в 1923 году передан в Эрмитаж.
В Лондоне фирмой Messrs Colnaghi по заказу петербургского книготорговца С. Флорана была напечатана датированная 1 января 1823 года гравюра Томаса Райта, снятая с портрета из собрания Михаила Павловича; один из сохранившихся отпечатков гравюры также имеется в собрании Эрмитажа (бумага, гравюра на стали, 56,5 × 40 см, инвентарный № ЭРГ-384) В «Отечественных записках» было напечатано извещение о печатании первых двух гравюр с портретов А. А. Закревского и П. М. Волконского, причём отмечалось что «Гравер Райт, который в сих новых произведениях резца своего показал неимоверное искусство сохранить в гравюре не только поразительное сходство, но и всю живость красок, свойственных сильной кисти Г. Дова…»
В 1848 году в мастерской Карла Края по рисунку И. А. Клюквина с галерейного варианта портрета была сделана датированная литография, опубликованная в книге «Император Александр I и его сподвижники» и впоследствии неоднократно репродуцированная. В части тиража была напечатана другая литография с этого портрета, отличающаяся мелкими деталями.